# Singa aussereri
Singa aussereri är en spindelart som beskrevs av Tord Tamerlan Teodor Thorell 1873. Singa aussereri ingår i släktet Singa och familjen hjulspindlar. Inga underarter finns listade i Catalogue of Life.